# رنغ لاردنر
رنغ لاردنر (بالإنجليزية: Ring Lardner)‏ (1885 - 1933م). صحفي أمريكي اشتهر بكونه مؤلفا لقصص هجائية قصيرة. كتب لاردنر أشهر قصصه بلغة أمريكي من الطبقة الوسطى الدنيا، وتتضمن هذه اللغة أخطاء نحوية، وأخطاءً في التهجئة والاستعمال الفكاهي الخاطئ للكلمات، وروى كثيرًا من قصصه رواة أنصاف مثقفين. أسلوب لاردنر يسلّط الأضواء على نقص الثقافة والمعرفة غير الكافية للذات وأنانية شخصياته، ونجد في الوقت نفسه أن أفضل قصصه روائع فكاهية ثانوية.
وُلِدَ لاردنر في أسرة غنية ومثقفة في نيلز بولاية ميتشيجان، وتلقى تعليمه في شيكاغو، بدأ عمله مراسلا صحفيا منذ عام 1905م إلى عام 1907م، ثم شغل عدة وظائف في الصحف في بوسطن وشيكاغو وسانت لويس، قادته إلى كتابة عمود على مستوى عال من الأهمية يدعى لدى استيقاظ الأخبار لصحيفة شيكاغو تريبيون من عام (1913م إلى عام 1919م). أنتج لاردنر ثلاثة مجلدات من القصص التي تدل على مهارته من أصل 19 كتابا كتبها، ونشر كتاب نادر يحتوي على أشعار غرامية بعنوان "مواويل العشاق عام 1915م.

## أعماله
- رحلات جالييل (1917).
- عاملهم بخشونة (1918).
- فلتمتلك بيتك الذي نملكه (1919).
- الفائز الحقيقي (1919).
- المدينة الكبيرة (1921).
- كيف تكتب قصصا قصيرة - مع نماذج (1924 ).
- عش الحب (1926).
- جمع الشمل (1929).
- حب وابتسامة (1933).
- الأول والآخر (1934).[3]
- ساهم لاردنر في كتابة مسرحيتي إيلمر العظيم (1928م)؛ جون مون (1929م). كما قدّم مقطوعتين موسيقيتين وقصائد من الشعر الغنائي إلى عدد من الموسيقيين.[1]

## روابط خارجية
- رنغ لاردنر على موقع IMDb (الإنجليزية)
- رنغ لاردنر على موقع الموسوعة البريطانية (الإنجليزية)
- رنغ لاردنر على موقع ميوزك برينز (الإنجليزية)
- رنغ لاردنر على موقع أول موفي (الإنجليزية)
- رنغ لاردنر على موقع قاعدة بيانات برودواي على الإنترنت (الإنجليزية)
- رنغ لاردنر على موقع قاعدة بيانات الأفلام السويدية (السويدية)
- رنغ لاردنر على موقع إن إن دي بي (الإنجليزية)
- رنغ لاردنر على موقع قاعدة بيانات الفيلم (الإنجليزية)